# Ischioderes bahiensis
Ischioderes bahiensis là một loài bọ cánh cứng trong họ Cerambycidae.